# 박보양
박보양(朴普陽, 일본식 이름: 江原基陽다카하라 모토하루, 1888년 2월 12일 ~ ?)은 일제강점기의 관료로, 본적은 강원도 철원군 철원면이다. 본관은 반남이다.

## 생애
1904년 11월 5일 한문서당에 입학했으며 1906년 9월 15일부터 1910년 4월까지 경성사립보성학교에 재학했다. 학교 졸업 이후에는 황해도 평산군 사립사범강습소(1910년 6월 17일 ~ 1910년 8월)와 경성사립태극학교(1910년 9월 1일 ~ 1910년 11월), 강원도 철원사립배영학교(1911년 3월 25일 ~ 1911년 10월)에서 교사로 재직했고 1911년 10월 3일 강원도 철원공립보통학교 학무위원으로 선임되었다. 1912년 9월 도로용지를 기부한 대가로 조선총독부로부터 목배 1개를 받았다.
1914년부터 1919년까지 철원소방조합 평의원(1914년 3월 2일 ~ 1917년 4월), 철원위생조합 부장(1916년 3월 23일 ~ 1917년 4월), 철원금융조합 감사(1917년 3월 29일 선임), 강원도 철원군 참사(1919년 1월 27일 ~ 1920년), 철원금융조합 조합장(1919년 5월 4일 선임), 경성제사주식회사 상담역(1919년 7월 28일 선임), 조선농사개량회사 강원도 발기인(1919년 9월) 등을 역임했다. 1919년 9월 사이토 마코토 조선총독의 각 도 대표 소집에 응하여 조선총독부가 주최한 시국강연에서 강원도 대표로 참석했고 1920년 12월 20일 강원도 관선 도평의회원으로 선출되었다.
1921년 철원군수리조합 조합장(1921년 6월 선임)과 조선인산업대회 강원도위원(1921년 7월 30일 임명)을 역임했으며 네 차례(1926년 9월 23일과 1930년 4월 1일 임명, 1934년 4월 16일과 1938년 5월 2일 중임)에 걸쳐 강원도농회 부회장으로 재직했다. 1927년 4월 1일 강원도 민선 도평의회원으로 선출되었고 세 차례(1927년 4월 15일, 1930년 12월 22일, 1938년 5월 18일 임명)에 걸쳐 조선농회 통상위원으로 재직했다. 1927년 6월부터 1934년 4월까지 조선제사(朝鮮製絲)주식회사 감사 및 전무이사로 재직했으며 1928년 11월 16일 일본 정부로부터 쇼와대례기념장을 받았다.
1929년 5월 철원면협의회원으로 선출되었으며 1931년 5월 철원읍회의원으로 선출되었다. 조선박람회 평의원(1929년 5월 1일 촉탁)과 강원도중앙수리조합 평의원(1930년 12월 6일 임명), 강원승입(江原繩叺)주식회사 이사(1931년 3월 ~ 1933년 4월)를 역임했으며 1932년 10월 1일 일본 정부로부터 조선 쇼와 5년 국세 조사 기념장을 받았다. 1933년 5월 11일과 1937년 5월 11일 강원도 관선 도회의원으로 선출되었으며 두 차례(1933년 6월 13일, 1937년)에 걸쳐 강원도 도회 부의장을 역임했다.
1934년 조선곡물협회 강원도 대표(1934년 8월 선임)와 조선농회 의원(1934년 10월 선임), 1935년 조선농회 평의원(1935년 2월 선임), 1936년 경춘철도주식회사 대주주(1936년 7월 선임)와 강원도지방미곡통제조합회 부회장(1936년 12월 3일 선임), 1937년 노고산장택지경영(老姑山莊宅地經營)주식회사 사장(1937년 4월 선임), 조선중앙무진(朝鮮中央無盡)주식회사 창립위원(1937년 4월 선임) 등을 역임했으며 1939년 6월 3일부터 1942년 6월 2일까지 조선총독부 중추원 참의를 역임했다. 도회의원 재직 시절인 1937년 8월 10일 10만 원에 달하는 애국기를 제작하고 헌납하는 데에 참여했다. 1939년 강원도 도회 부의장으로 중임하는 한편 철원양조주식회사 사장과 국민정신총동원조선연맹 평의원을 역임했다.
1940년 2월 2일 조선중앙임금위원회 강원도 지역 임시 위원으로 촉탁되었으며, 1940년 6월 강원도 도회의원 자격으로 중의원 선거법 시행 청원 운동에 참여했다. 1941년 6월 12일 중추원 부여신궁 공사 근로봉사에 참여하기도 했다.
친일파 708인 명단의 중추원 부문, 민족문제연구소의 친일인명사전 수록자 명단의 중추원 부문, 친일반민족행위진상규명위원회가 발표한 친일반민족행위 705인 명단에 포함되었다.

## 참고 자료
- 친일반민족행위진상규명위원회 (2009). 〈박보양〉. 《친일반민족행위진상규명 보고서 Ⅳ-6》. 서울. 211~231쪽.